# Tsingoni
Tsingoni [tsiŋɡɔni] est une commune française située dans le département et région d'outre-mer de Mayotte. Elle est peuplée de 13 934 habitants en 2017. Ancienne capitale du sultanat de Mayotte, la ville est connue pour accueillir la plus vieille mosquée de France encore en activité et le site militaire du RSMA. Malgré une forte expansion urbaine à partir des années 1980, la commune conserve une grande activité agricole.

## Géographie
Le climat y est de type tropical. La commune est marquée par une importante diversité naturelle, dont des forêts (15% du territoire se compose de réserves forestières), des padzas et des zones humides (dont 35 ha de mangroves) et de nombreuses terres agricoles qui en font la commune la plus agricole de Mayotte. 
Autour du mont Combani, la commune comprend plusieurs plans d'eau (le lac Karihani, la retenue collinaire de Combani de 23 ha et le barrage sur l'Ourovéni), qui contribuent fortement à l'alimentation de l'île en eau potable.
La commune est composée de quatre villages : Tsingoni, Combani, Mroalé, Miréréni.

## Urbanisme

### Typologie
Tsingoni est une commune urbaine, car elle fait partie des communes denses ou de densité intermédiaire, au sens de la grille communale de densité de l'Insee,,,. Elle appartient à l'unité urbaine de Tsingoni, une agglomération intra-départementale regroupant 1 commune et 13 934 habitants en 2017, dont elle est une ville isolée,.
Par ailleurs la commune fait partie de l'aire d'attraction de Mamoudzou, dont elle est une commune de la couronne. Cette aire, qui regroupe 17 communes, est catégorisée dans les aires de 200 000 à moins de 700 000 habitants,.
La commune, bordée par l'océan Indien à l'ouest, est également une commune littorale au sens de la loi du 3 janvier 1986, dite loi littoral. Des dispositions spécifiques d’urbanisme s’y appliquent dès lors afin de préserver les espaces naturels, les sites, les paysages et l’équilibre écologique du littoral, par exemple le principe d'inconstructibilité, en dehors des espaces urbanisés, sur la bande littorale des 100 mètres, ou plus si le plan local d’urbanisme le prévoit,.

## Toponymie
Les anciens noms de la commune ont été Chingoni, Chin Kuni, Legatonghill, Tchingoni, avant de retenir Tsingoni.

## Histoire
Tsingoni est une localité occupée à partir du VIIe siècle. La tradition, rapportée par Sheik Adinani, évoque la fondation de ce village par une princesse, Matsingo, originaire du village de Kwalé. Celle-ci, se serait établie sur ce site avec les siens après avoir suivi un coq portant à son cou un talisman (hirizi). On y verrait alors l'étymologie du nom du village, Shingo désignant en swahili le « cou ». La tradition rapporte aussi que Matsingo aurait épousé un arabe (Mwarabu) originaire de la côte swahili, et qui aurait introduit à Mayotte l'islam sunnite chafiite. Sa sépulture remaniée est visible dans le cimetière à l'entrée du village. Tsingoni, devient un point d'entrée à Mayotte de nombreux clans Hadrami et swahili.

En 1521, l'amiral et cartographe ottoman Piri Reis visite Mayotte et décrit Tsingoni en ces termes dans son Kitab-i Bahrije : 

« La seconde île est nommée Magota [Mayotte]. On dit que les Portugais y ont mis des hommes. Elle a un Chah. Sa population est noire et blanche. Ils sont chafi'i, parmi eux point d'hypocrisie. Elle a une ville nommée Chin Kuni [Tsingoni]. N'y règnent que des scheiks. »

Quelques années plus tard, vers 1530, le troisième sultan shirazi de Mayotte, Aïssa ben Mohamed, quittant Mtsamboro, y établit la capitale du sultanat. En 1538 est achevée la mosquée royale (en partie conservée aujourd'hui), une inscription arabe scellée dans le mihrab de la mosquée porte en effet la date 944 de l'Hégire et non 844 comme certains auteurs l'avaient avancée. Un palais et un rempart sont érigés (disparus aujourd'hui). Des sépultures shirazi sont visibles actuellement aux abords de la mosquée. Datées de la fin du XVIe siècle, elles s'apparentent aux sépultures à dôme de l'archipel de Lamu. Tsingoni est alors l'une des principales cités de l'île, pourvue d'une médina. Son hinterland occupant le plateau de Combani jusqu'au pied du massif du Benara permet à son aristocratie d'exporter des vivres et des esclaves en direction des côtes swahilies et sudarabique, et quelquefois d'approvisionner les navires européens de passage. La baie de Soulou abrite en effet un site archéologique attestant d'une présence européenne à la fin du XVIIe siècle. 
Le XVIIIe siècle voit le déclin du sultanat et de sa capitale : celle-ci d'après le romancier Defoe aurait été attaquée par le pirate North en 1701. Les guerres qui opposent le sultanat d'Anjouan à celui de Mayotte à partir des années 1740 ont certainement contribué à l'abandon du site. Selon la chronique de Cadi Omar Abubacar, la ville est détruite lors des razzias malgaches qui frappent l'archipel des Comores entre 1790 et 1820. D'après Jean-Claude Hébert, l'année 1795 est celle de la destruction de la cité par les Malgaches. Cependant, la naissance de Cadi Omar Aboubacar en 1805 dans cette localité puis la bataille de Zidacani opposant des clans mahorais quelques années plus tard laissent entendre une plus longue longévité de la ville qui ne semble jamais avoir été totalement abandonnée ou du moins l'avoir été qu'une courte période. Le site est encore mentionné à l'état de ruine en 1841 lorsqu'il reçoit la visite du français Vincent Noël. Il faut attendre les années 1850 pour que le site soit à nouveau occupé et la mosquée rénovée.
La commune a connu une densification et une urbanisation très rapide à partir des années 1980, même si un quartier historique reste identifiable, vraisemblablement selon les limites de l'ancien rempart défensif.

## Politique et administration
| Période                                  | Période                         | Identité                    | Étiquette | Qualité |
| ---------------------------------------- | ------------------------------- | --------------------------- | --------- | --- |
| Les données manquantes sont à compléter. |                                 |                             |           | |
| 1977                                     | 1995                            | Zoubert Adinani (1939-2014) | MPM       | Dignitaire religieux                                                                                                 |
| 1995                                     | 2001                            | Allaoui Ahamada Yves        |           | Enseignant |
| 2001                                     | mars 2008                       | Ali Souf                    | UMP       | Conseiller pédagogique Président de l'Association des maires de Mayotte                                              |
| mars 2008                                | mars 2014                       | Ibrahim Amédi Boinahery     | DVG       | Statisticien Président de l'Association des maires de Mayotte Réélu en 2009 lors d'une élection municipale partielle |
| mars 2014                                | mai 2023                        | Mohamed Bacar (1968-2023)   | UMP → LR  | Fonctionnaire Mandat écourté après une condamnation judiciaire                                                       |
| mai 2023                                 | En cours (au 21 septembre 2023) | Issilamou Hamada            | LR        | Professeur des écoles                                                                                                |

## Démographie
L'évolution du nombre d'habitants est connue à travers les recensements de la population effectués dans la commune depuis 1978. À partir de 2006, les populations légales des communes sont publiées annuellement par l'Insee, mais la loi relative à la démocratie de proximité du 27 février 2002 a, dans ses articles consacrés au recensement de la population, instauré des recensements de la population tous les cinq ans en Nouvelle-Calédonie, en Polynésie française, à Mayotte et dans les îles Wallis-et-Futuna, ce qui n’était pas le cas auparavant. Pour la commune, le premier recensement exhaustif entrant dans le cadre du nouveau dispositif a été réalisé en 2002, les précédents recensements ont eu lieu en 1978, 1985, 1991 et 1997.
En 2017, la commune comptait 13 934 habitants, en augmentation de 33,29 % par rapport à 2012
| 1978  | 1985  | 1991  | 1997  | 2002  | 2007  | 2012   | 2017   |
| ----- | ----- | ----- | ----- | ----- | ----- | ------ | ------ |
| 2 206 | 3 007 | 3 950 | 5 532 | 7 779 | 9 200 | 10 454 | 13 934 |

## Économie
- Le hameau de Combani accueille le Bataillon du service militaire adapté de Mayotte, principal employeur de la commune.

## Culture locale et patrimoine

### Lieux et monuments

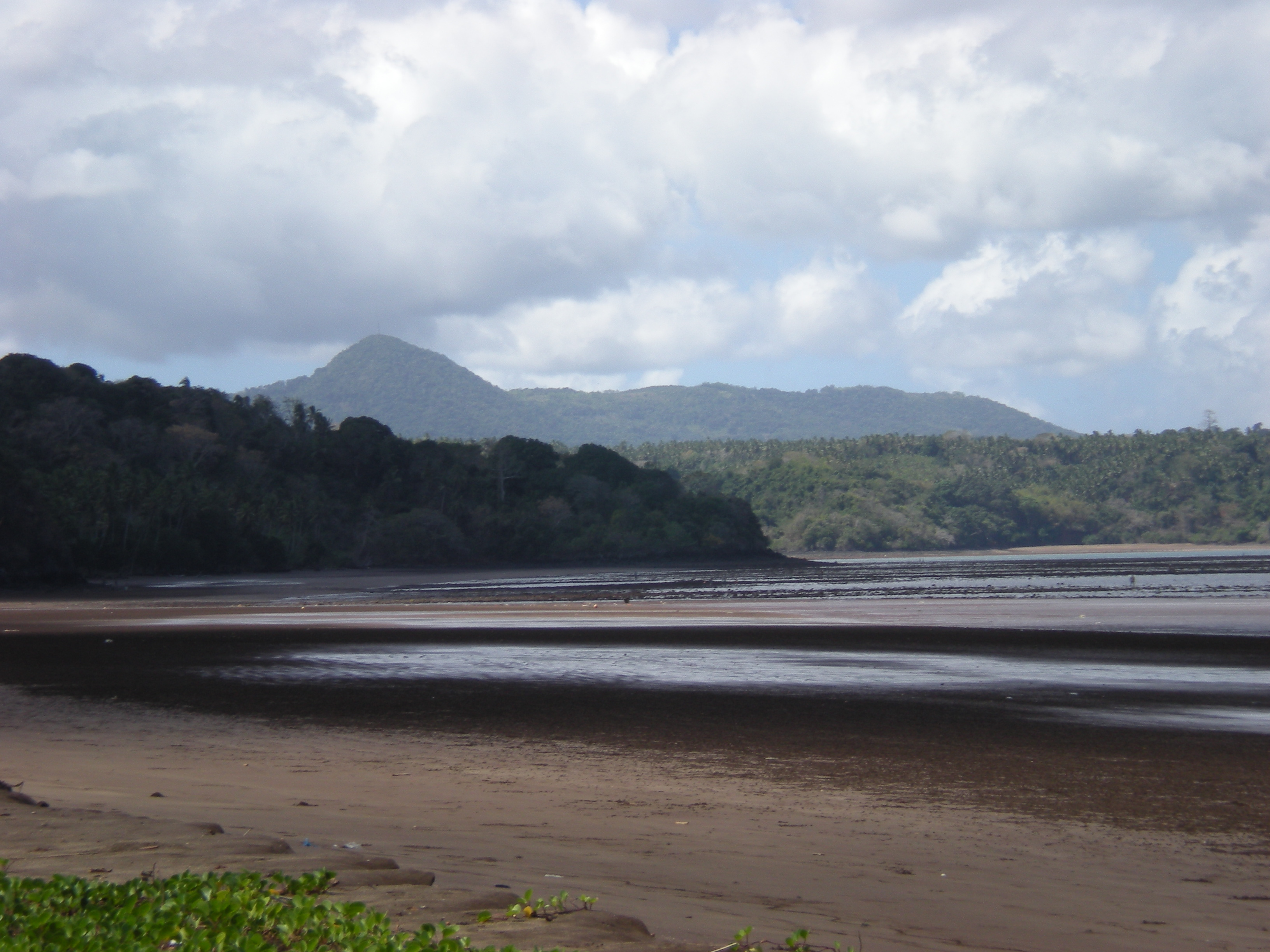
La plage de Soulou
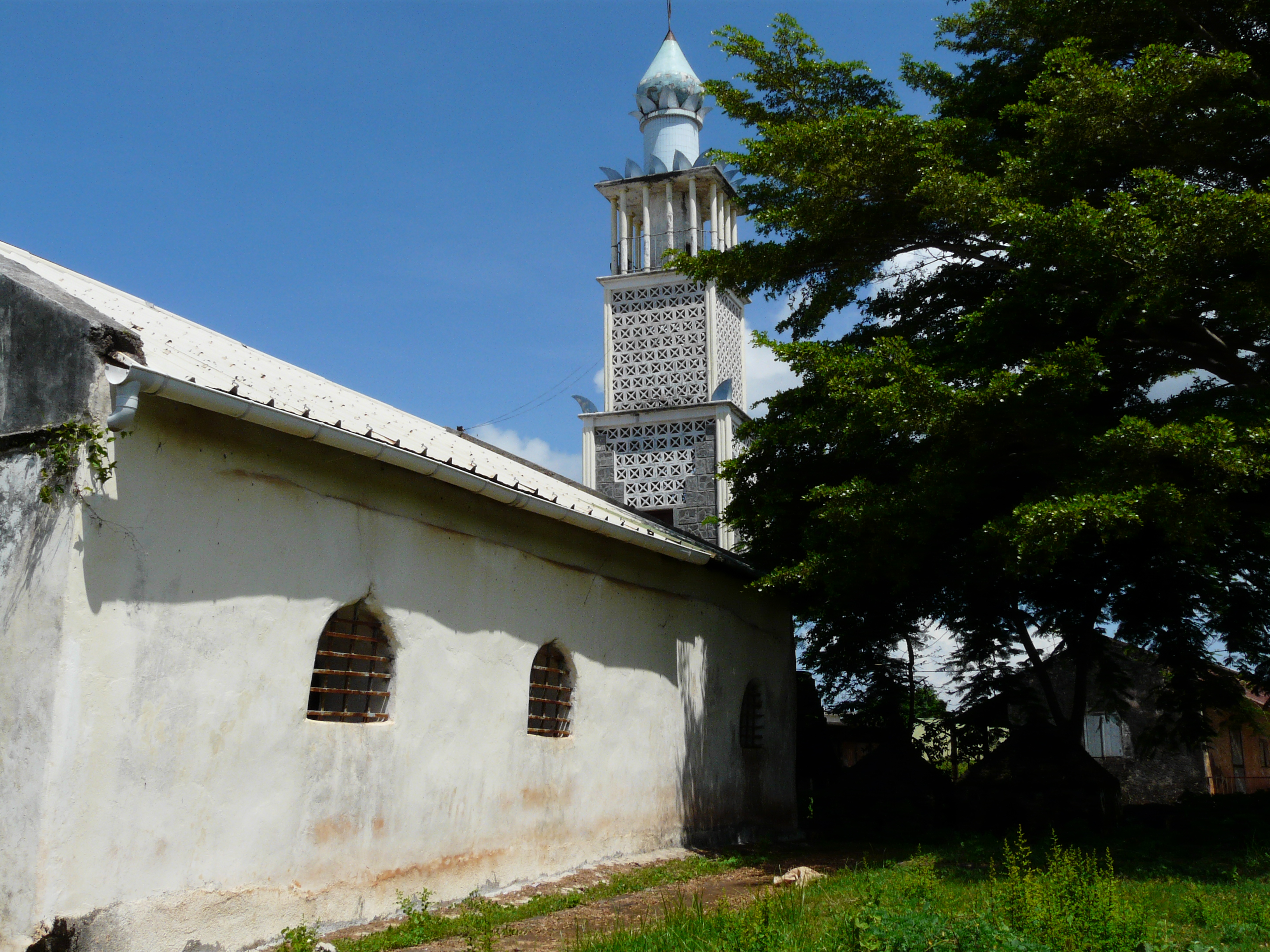
La mosquée de Tsingoni

- La mosquée de Tsingoni datant du début du XVIe siècle où des sépultures shirazi sont visibles actuellement aux abords de la mosquée. Elles sont datées de la fin du XVIe siècle et s'apparentent aux sépultures à dôme de l'archipel de Lamu. La mosquée et les sépultures sont classées monuments historiques par arrêté du 19 décembre 2012.
- La baie de Soulou
- La cascade de Soulou
- La baie de Tsingoni.